# Nacionalni parkovi Azerbajdžana
Nacionalnim parkovima u Azerbajdžanu upravlja Ministarstvo ekologije i prirodnih resursa. Prvi nacionalni park osnovan u Azerbajdžanu je Nacionalni park Zangezur, osnovan 2003. godine. Od tada je osnovano još osam novih nacionalnih parkova, od kojih je najnoviji Nacionalni park Samur-Yalama, osnovan 2012. godine.
Nacionalni parkovi su javne površine ili vode posebnog ekološkog, povijesnog i drugog značaja kojima vlada daje poseban status zaštite.

## Popis nacionalnih parkova
Azerbajdžan je država koja se nalazi na Kavkazu, između Crnog mora i Kaspijskog jezera, a posjeduje bogatu floru i faunu, kao i visoku bioraznolikost i mnoštvo prirodnih resursa.
Azerbajdžan ukupno ima devet nacionalnih parkova, kao i 13 parkova prirode i 21 rezervat.
| Nacionalni park              | Datum osnivanja                                | Površina (u km2) | Slika |
| ---------------------------- | ---------------------------------------------- | ---------------- | ----- |
| Nacionalni park Zangezur     | 16. lipnja 2003. (proširen 23. studenog 2009.) | 427,97           |       |
| Nacionalni park Ag-Gel       | 5. srpnja 2003.                                | 179,24           |       |
| Nacionalni park Širvan       | 5. srpnja 2003.                                | 543,74           |       |
| Nacionalni park Hirkan       | 9. veljače 2004. (prošireno 23. travnja 2008.) | 427,97           |       |
| Nacionalni park Altyaghach   | 31. kolovoza 2004.                             | 110,35           |       |
| Nacionalni park Apšeron      | 8. veljače 2005.                               | 7,83             |       |
| Nacionalni park Shahdag      | 8. prosinca 2006. (prošireno 5. srpnja 2010.)  | 1 159            |       |
| Nacionalni park Göygöl       | 1. travnja 2008.                               | 127,55           |       |
| Nacionalni park Samur-Yalama | 5. studenog 2012.                              | 117,72           |       |

## Vanjske poveznice
- Nacionalni parkovi na mrežnim stranicama azerbajdžanskog Ministarstva ekologije i prirodnih resursa (engl.)